# Ongulumbashe
La localidad de Ongulumbashe es un municipio de la provincia namibia de Caprivi, en el este del país.

## Importancia histórica
Pese a su tamaño Ongulumbashe es importante en la cultura namibia por librarse en ella el primer combate entre los rebeldes namibios del PLAN (People's Liberation Army of Namibia) y la policía sudafricana apoyada por helicópteros del Ejército de Tierra de aquel país.
La batalla, librada el 6 de agosto de 1966, se considera el comienzo de la Guerra de la Frontera de Sudáfrica que culminó con la independencia del país.
Ongulumbashe da nombre a una condecoración namibia que han recibido entre otro Hage Geingob, primer jefe de gobierno de Namibia.